# 17246 Christophedumas
17246 Christophedumas este o planetă minoră (asteroid) din centura de asteroizi. A fost descoperită pe 5 aprilie 2000 la Socorro de Lincoln Near-Earth Asteroid Research. 
Obiectul prezintă o orbită caracterizată de o semiaxă mare de 2,8393767 UAi, o excentricitate de 0,02, o înclinație de 2,4532 ° în raport cu ecliptica.